# Jing (ethnie)
Pour les articles homonymes, voir Jing.
Les Jing (chinois : 京族 ; pinyin : jīngzú ; litt. « nationalité Kinh ») constituent l'une des 56 ethnies de Chine officiellement reconnus par la république populaire sur son territoire. Au vietnam le terme de Kinh, dérivé du Chữ nho 京 et signifiant également capitale, est également utilisé officiellement.
Ils parlent vietnamien et vivent principalement sur trois îles de la côte du Guangxi: Wanwei, Wutou et Shanxin. La population Jing comptait à peu près  20 000 individus en 2000.